# Krypto le superchien
Krypto le superchien (Krypto the Superdog) est une série télévisée d'animation américaine-canadienne en 78 épisodes de douze minutes, créée d'après le personnage éponyme de DC Comics par les studios Warner Bros. Animation et diffusée entre le 25 mars 2005 et le 15 décembre 2006 sur Cartoon Network.
En France, la série a été diffusée à partir du 10 septembre 2005 sur France 3 dans l'émission Scooby-Gang pour la saison 1 (2005) et dans l'émission Toowam pour la saison 2 (2006), et rediffusée sur Boomerang dans l'émission Bada Boom !!.

## Synopsis
Krypto est un superchien qui vient de Krypton et qui échoue sur Terre, où il est adopté par Kevin, un jeune Terrien avec lequel il va vivre la plupart de ses aventures. Il rencontrera Éclair, le chat d'Andréa, la voisine de Kevin, avec lequel il partagera ses pouvoirs, et Ace, le chien de Batman. Il rejoindra ensuite la Patrouille des Chiens de Chasse.

## Épisodes

Logo français de la série.

### Première saison (2005)
1. Un nouveau monde pour Krypto [1/2] (Krypto's Scrypto [1/2])
2. Un nouveau monde pour Krypto [2/2] (Krypto's Scrypto [2/2])
3. Super-Puce (Super-Flea)
4. Mille-et-un malheurs pour un mille-pattes (A Bug's Strife)
5. Rencontre avec les chiens de chasse (Meet the Dog Stars)
6. Les Mésaventures d'Éclair (The Streaky Story)
7. La Couche baladeuse (Diaper Madness)
8. Vilain Félin (Feline Fatale)
9. Une journée de chien (Dog-Gone Kevin)
10. Un duo de choc (The Dark Hound Strikes !)
11. Mon petit garçon (My Pet Boy)
12. Sacré Nonosse (Dem Bones)
13. Une journée avec Bat-Chien (Bat Hound for a Day)
14. Cabot, le chien robot (Dogbot)
15. Vieux Chien, nouvelle jeunesse (Old Dog, New Tricks)
16. Dialogues de bêtes (Talk to the Animals)
17. Supertonton (My Uncle, the Superhero)
18. Le Meilleur de tous (Top Dog)
19. Le Chat chanteur de l'espace (Puss in Space Boots)
20. Mini problème (Teeny Tiny Trouble)
21. Cabot à la rescousse (Dogbot to the Rescue)
22. Méchant Bailey (Bad Bailey)
23. Le Porte malheur (Bat Hound's Bad Luck)
24. Chiens de cirque (Circus of the Dog Stars)
25. À la queue comme tout le monde (The Living End)
26. Un hiver caniculaire (The Dog Days of Winter)
27. Un cheveu dans la soupe (Bad Hair Day)
28. Le Chat et la Chauve-souris (The Cat and the Bat)
29. Le Singe de Mélanie (Melanie's Monkey)
30. Une drôle d'affaire (Funny Business)
31. Le Chat invisible (Now You See Him...)
32. Y'a un os (Bones of Contention)
33. Superchien amnésique (Superdog? Who's Superdog?)
34. Une belle vie de chien (The Good Life)
35. L'Histoire de Superchat (Streaky's Super Cat Tale)
36. La Nouvelle Recrue (The New Recruit)
37. Ouaf, ouaf, c'est parti (Up, Up and Away)
38. L'Âge des dinosaures (Dinosaur Time)
39. Tel chien, tel chiot (Puppy Problems)
40. Un coéquipier à la langue bien pendue (Switching Sides)
41. On s'arrache ! (Leaf of Absence)
42. Grande Petite Sœur (Big Sister)
43. Un allié de choc (Bat Hound Meets the Dog Stars)
44. À bon chien, bon rat (A Dog's Life)
45. Reine d'un jour (Stray for a Day)
46. Pingouin, Plumes et Crème glacée (Ruffled Feathers)
47. Batchien et Robin (Bat Hound and the Robin)
48. Comme un poisson dans l'eau (Furry Fish)
49. Le Croc de Croc-Blanc (Tusky's Tooth)
50. Quand les pingouins voleront (When Penguins Fly)
51. Voyage au Pays des contes de fées [1/2] (Storybook Holiday)
52. Voyage au Pays des contes de fées [2/2] (Storybook Holiday)

### Deuxième saison (2006)
1. Des enfants super (Kids in Capes)
2. L'Attaque des légumes virtuels (Attack of the Virtual Vegetables)
3. Mécani-Bot (Mechani-Bot)
4. Caoutchien à la rescousse (Stretch-O-Mutt to the Rescue)
5. Un petit coup de vieux (Growing Pains)
6. K9 le justicier (K-9 Crusader)
7. Andréa est dans la confidence (Andrea Finds Out)
8. Magie quand tu nous tiens (Magic Mutts)
9. La Chasse aux iguanes (Reptile Round-Up)
10. Visite guidée (Streaky's Field Trip)
11. La Flûte hyptonique (Pied Pussycat Piper)
12. Lunettes de soleil (Solar Specs)
13. La Pêche au gros (Too Many Cooks)
14. Bienvenue au club (Join the Club)
15. Bailey est de retour (Bailey's Back)
16. L'Expérience intérieure (Streaky's Inner Struggle)
17. La Variole de l'espace (Face Time)
18. Charadis (Catopia)
19. Le Perroquet et les Pirates (The Parrot and the Pirates)
20. Le Retour de Robin (Robbie's Return)
21. La Révolte des castors (Revolt of the Beavers)
22. La Planète cacahuète (Invasion from the Planet Peanut)
23. Maléfi-calamité (Mechanikalamity)
24. Barapapampam (Barrump Barrump)
25. Iguanukkah [1/2] (Iguanukkah [1/2])
26. Iguanukkah [2/2] (Iguanukkah [2/2])

## Distribution

### Voix originales
- Sam Vincent : Krypto
- Alberto Ghisi : Kévin Whitney
- Tabitha St. Germain : Andréa, Mélanie Whitney
- Scott McNeil : Ace, Igniatus
- Brian Drummond : Éclair, le père de Kévin
- Nicole Oliver : la mère de Kevin
- Ellen Kennedy : Brainy Barker
- Michael Dobson : Bulldog
- Dale Wilson : Paw Pooch
- Peter Kelamis : Tail Terrier
- Trevor Devall : Hot Dog
- Kelly Sheridan : Baudruche
- Nicole Bouma : Snooky Wookums
- Mark Oliver : Maléficat
- Terry Klassen : Tusky Husky
- Michael Daingerfield : Superman
- Lee Tockar : Caoutchien
- Brian Dobson : Lex Luthor
- Kathleen Barr : Isis

### Voix françaises
- Mathias Kozlowski : Krypto
- Sauvane Delanoë : Kevin Whitney
- Céline Monsarrat : Andréa, Baudruche
- Brigitte Lecordier : Mélanie Whitney, Sushi Matou
- Jérôme Pauwels : Ace, Ignatius
- Christophe Lemoine : Eclair, Caoutchien
- Jean-Claude Donda : Bulldog, Tail Terrier, Maléficat, Lex Luthor
- Emmanuel Jacomy : Superman
- Odile Schmitt : Isis, Brenda

## Produits dérivés

### Livres
En 2008, en France, la série a été adaptée en livres, dans la Bibliothèque rose (Hachette-Jeunesse) - 9 tomes.
La novélisation est signée Christophe Desmottes.